# Biển Prince Gustav Adolf
Biển hoàng tử Prince Gustav Adolf, là một nhánh của Bắc Băng Dương, nằm ở vùng Qikiqtaaluk, Nunavut, Canada.
Biển nằm ở vùng quần đảo Bắc Cực. Biển được bao quanh từ phía tây bởi đảo Borden và đảo Mackenzie King, phía đông là đảo Ellef Ringnes, phía nam là đảo Lougheed. Biển vào từ Bắc Băng Dương và ra kênh Byam Marin và eo biển Maclean ở phía nam.
Biển được đặt tên theo tên hoàng tử Thụy Điển Gustaf VI Adolf.